# Fresia (Chile)
Fresia ist eine Kommune im Süden Chiles. Sie liegt in der Provinz Llanquihue in der Region de los Lagos. Sie hat 12.261 Einwohner und liegt ca. 55 Kilometer nordwestlich von Puerto Montt.

## Geschichte
Im 19. Jahrhundert fand auf dem Gebiet, auf dem sich heute die Gemeinde Fresia befindet, eine wichtige Schlacht im Zuge des chilenischen Unabhängigkeitskrieges statt. Am 6. März 1820 kam es zur Schlacht zwischen den chilenischen Patrioten und den spanischen Royalisten. Diese konnten die Patrioten unter der Führung von Thomas Cochrane für sich entscheiden konnten, und die Patrioten auf die Insel Chiloé zurücktrieben.
Die Gemeinde Fresia wurde 1927 gegründet, und 1928 wurde der erste Stadtvorstand gebildet. Der erste demokratisch gewählte Bürgermeister wurde 1935 Nicolás Añazco. Im selben Jahr wurde Fresia an die Eisenbahn angeschlossen und der Bahnhof eröffnet, diese wurde allerdings 1982 eingestellt.

## Demografie und Geografie
Laut der Volkszählung aus dem Jahr 2017 leben in Fresia 12.261 Einwohner, davon sind 6181 männlich und 6080 weiblich. 59,8 % leben in urbanem Gebiet, der Rest in ländlichem Gebiet. Neben der Gemeinde Fresia gehören mehrere Ortschaften zur Kommune, etwa Tegualda, Colonia las Islas und Parga. Die Kommune hat eine Fläche von 1278,8 km² und grenzt im Norden an Purranque, im Osten an Llanquihue und Frutillar, im Süden an Los Muermos und im Westen an den Pazifischen Ozean.

## Wirtschaft und Politik
In Fresia gibt es 161 angemeldete Unternehmen. Eine wichtige Wirtschaftsquelle der Gemeinde ist die Landwirtschaft. Der aktuelle Bürgermeister von Fresia ist der unabhängige Rodrigo Guarda Barrientos. Auf nationaler Ebene liegt Fresia im 56. Wahlkreis, unter anderem zusammen mit Puyehue, Frutillar und Puerto Varas.

## Persönlichkeiten
- Isaac Díaz (* 1990), Fußballspieler

## Fotogalerie

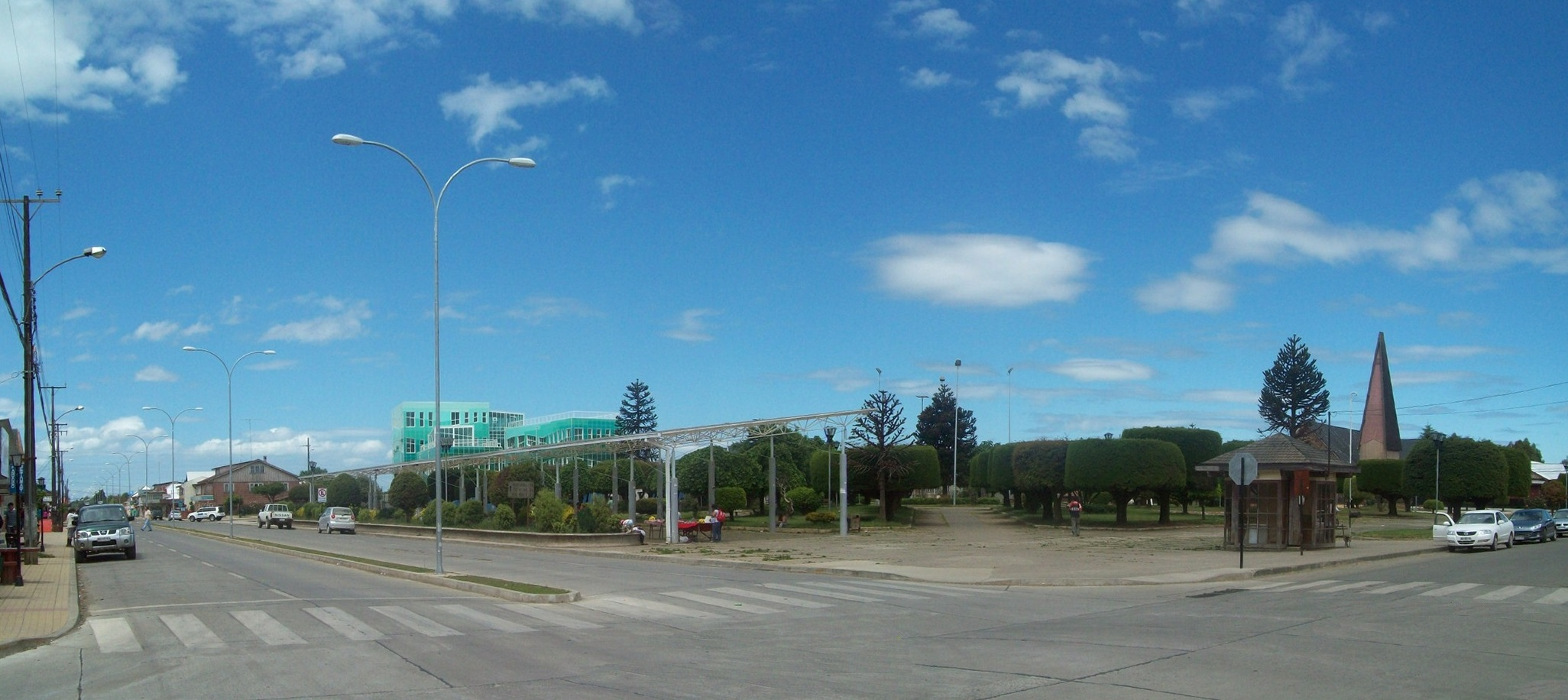
Plaza de Armas
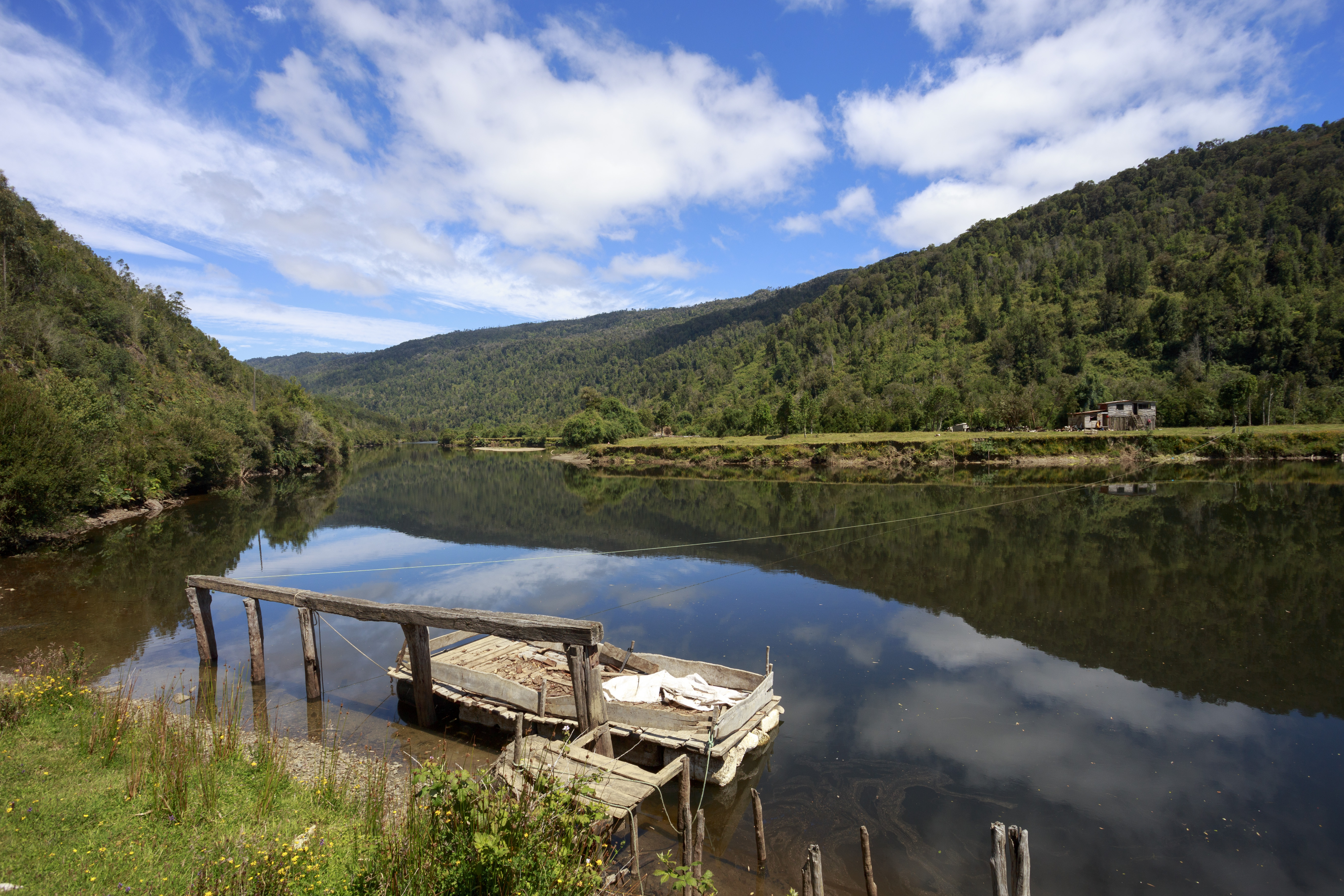
Umgebung von Fresia
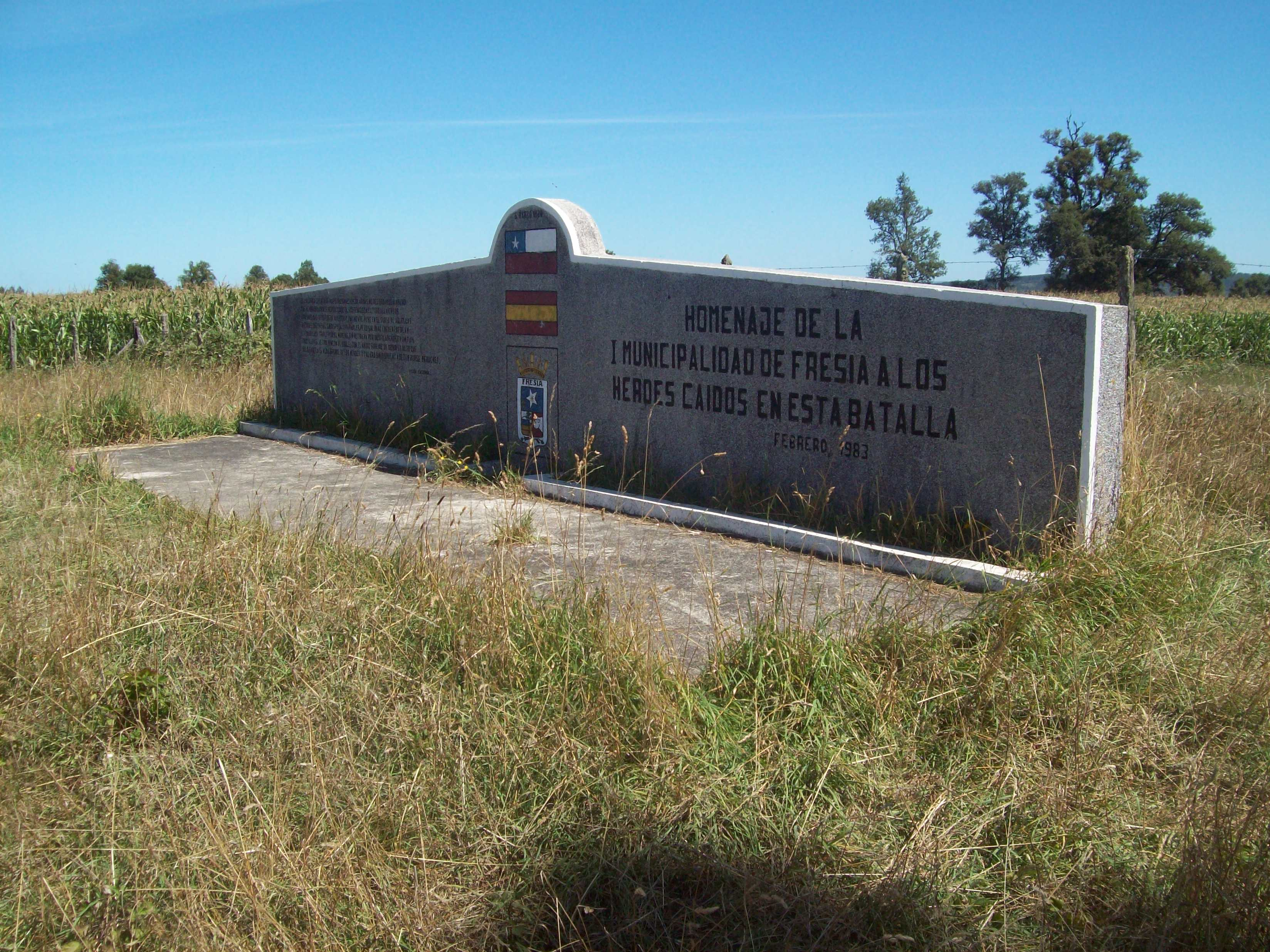
Monumento El Toro
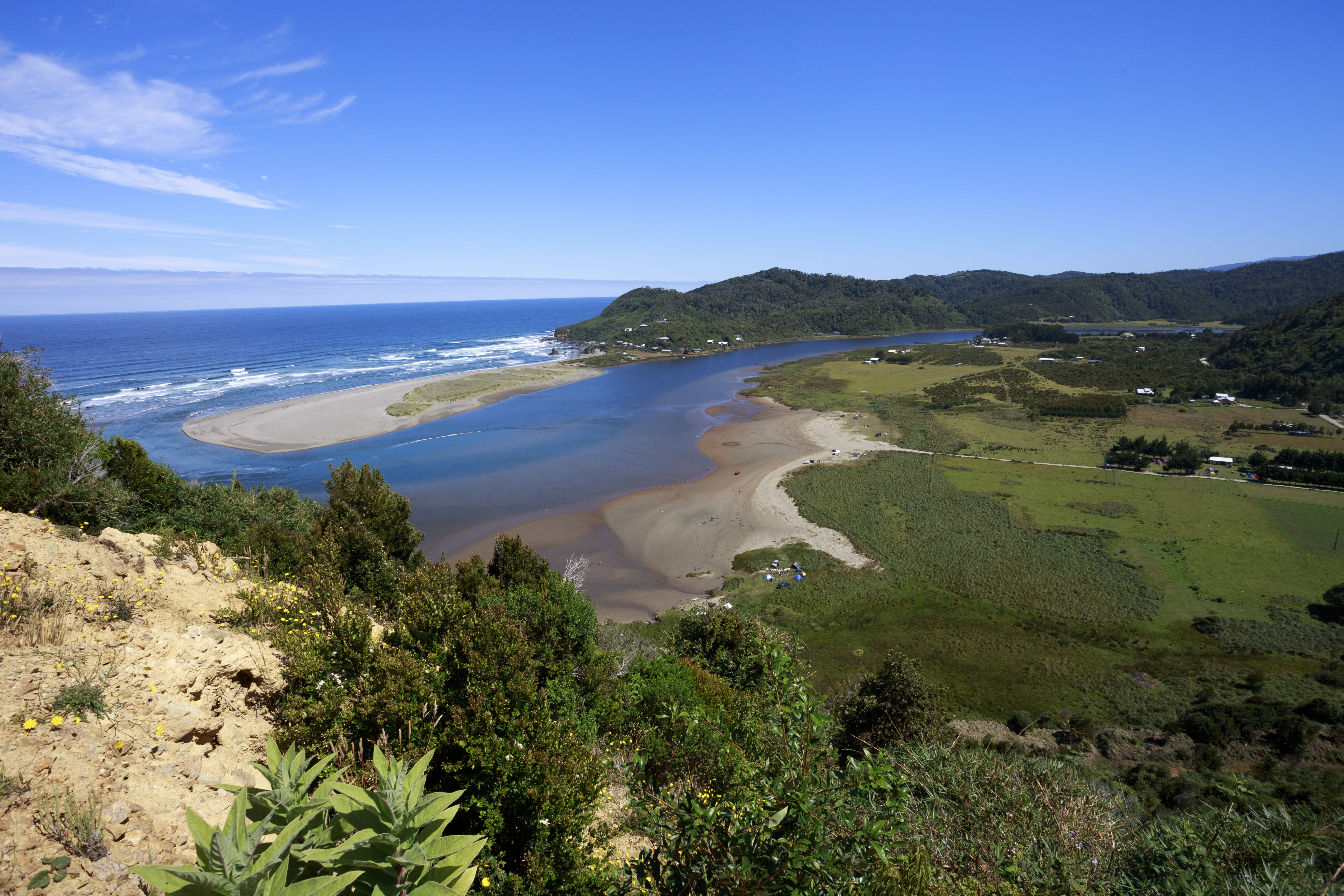
Pazifik in Fresia
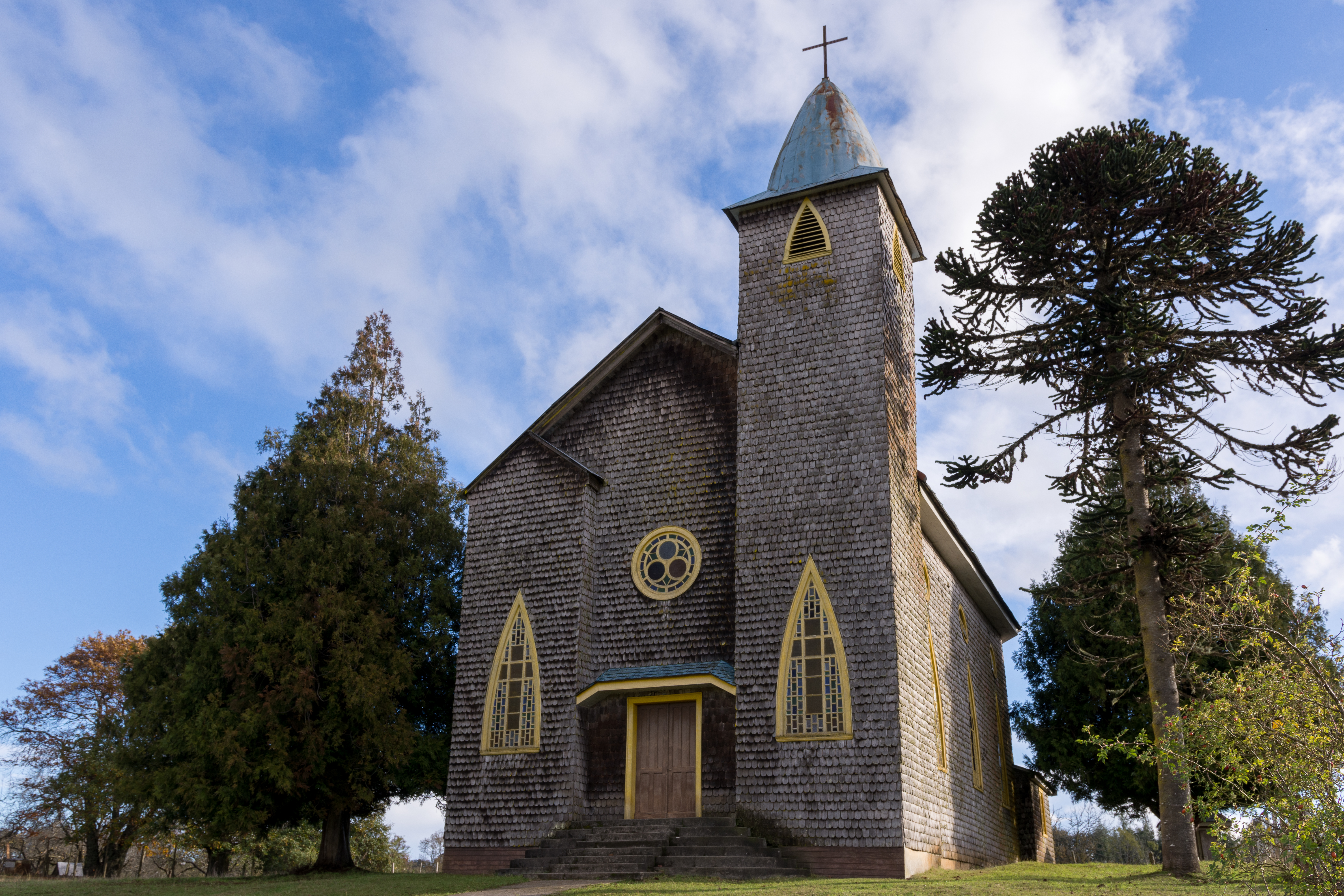
Kirche in Tegualda